# Blaubrust-Krontaube

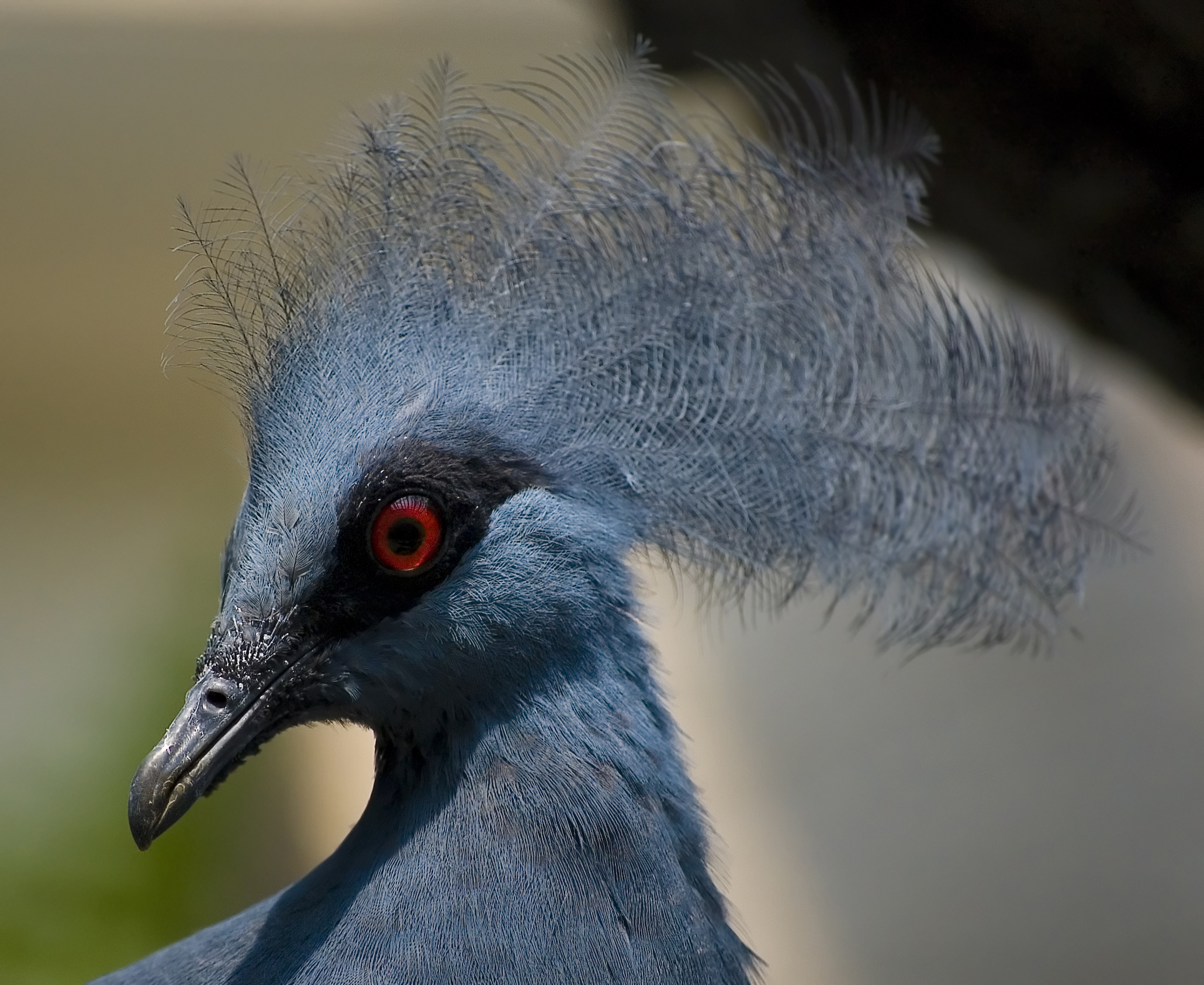
Kopf einer Blaubrust-Krontaube

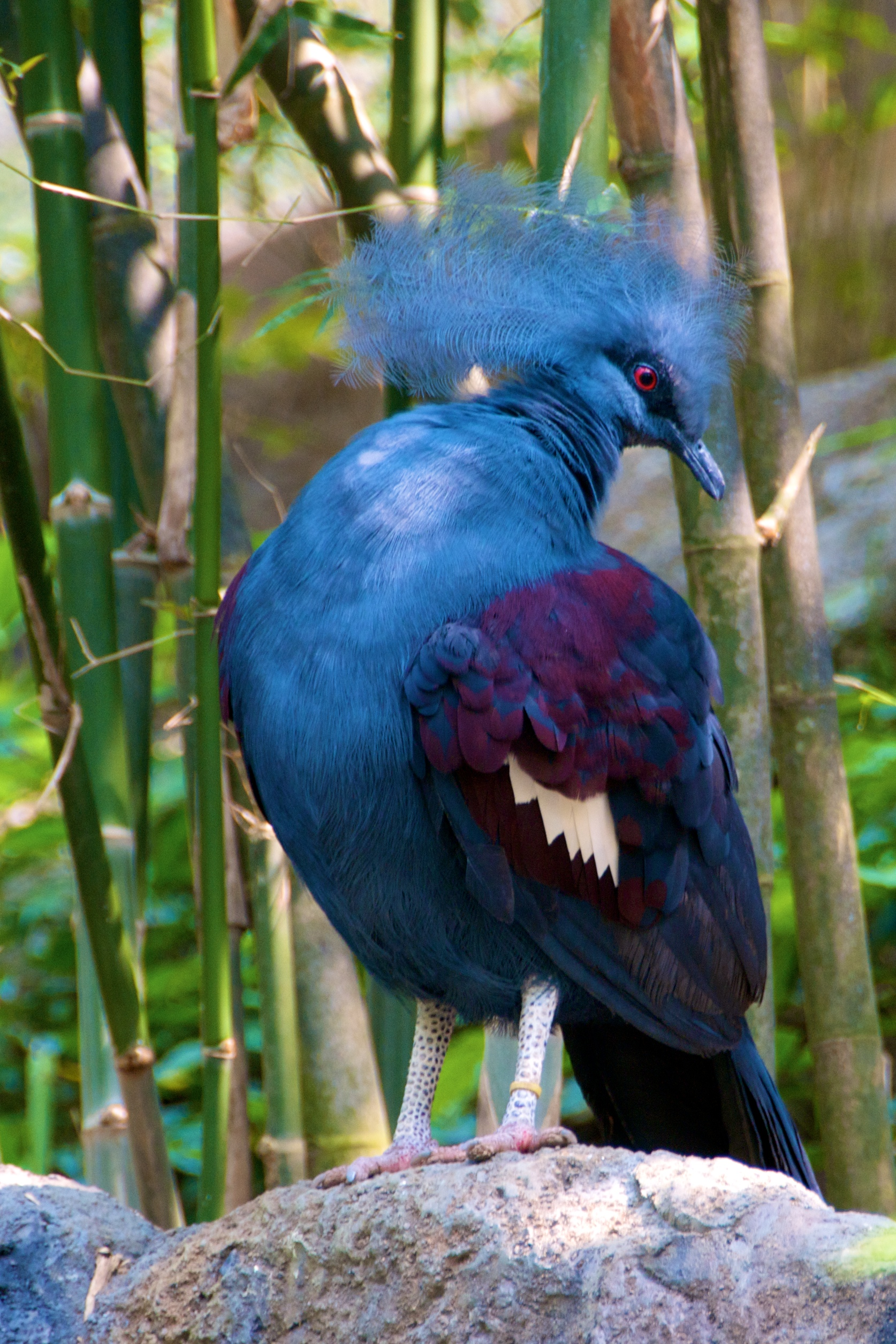
Die Blaubrust-Krontaube hat als einzige der drei Arten kein rotbraunes Brustgefieder.

Die Blaubrust-Krontaube (Goura cristata), auch Blauschopf-Krontaube
oder Krontaube genannt, ist eine Art der Taubenvögel. Sie verdankt ihren Namen der auffallenden Befiederung ihres Kopfes. Sie gilt als die größte rezente Taubenart der Welt und erreicht die Körpergröße einer kleinen Truthenne. Heimisch ist sie in Teilen von Neuguinea und auf einigen vorgelagerten Inseln.
Die Bestandssituation der Krontaube wird von der IUCN mit vu (= vulnerable – gefährdet) eingestuft. Europäische Zoos sind in einem Europäischen Erhaltungszuchtprogramm um den Fortbestand der Art bemüht.

## Erscheinungsbild
Die Blaubrust-Krontaube hat eine beträchtliche Körpergröße von bis zu 70 cm und ein Gewicht bis zu 2,5 kg. Sie kann ein Alter von ca. 20 Jahren erreichen. Ein Geschlechtsdimorphismus besteht nicht. Tendenziell sind die Weibchen jedoch etwas kleiner und zierlicher.
Wie für die Gattung der Krontauben charakteristisch, hat auch die Blaubrust-Krontaube einen abgerundeten Schwanz mit 16 Federn, keine Bürzeldrüse und keine Gallenblase. Die unbefiederten Beine sind ausgesprochen lang und kräftig. Kopf und Scheitel sind blaugrau, bei vielen Individuen sind die kurzen Federn rund um das Auge schwarz. Die Federkrone ist gleichfalls blaugrau, jedoch etwas heller als das Nackengefieder. Der obere Mantel ist ebenfalls graublau und kontrastiert auffällig mit dem kastanienbraunen dunklen Mantel, Rücken und inneren Flügeldecken. Die großen Flügeldecken sind weiß und am Ende breit kastanienbraun. Die Schwanzfedern sind dunkelblau bis dunkelblaugräulich mit einer helleren Endbinde. Kinn, Kehle und Ohrdecken sind blaugrau bis schwarz. Brust und Bauch sind ebenfalls blaugrau, die Intensität des Farbtons ist dabei individuell unterschiedlich. Auf dem gesamten Körpergefieder befinden sich bei einigen Individuen auch unterschiedlich große schwarze Flecken, die auf eine verstärkte Melanineinlagerung zurückzuführen sind. Der Schnabel ist dunkel, die Iris ist leuchtend rot.
Charakteristisch für die Blaubrust-Krontaube ist ihr langsamer und auf den Menschen bedächtig und majestätisch wirkender Gang. Der Schwanz wippt bei jedem Schritt deutlich auf und ab. Der Flug wirkt dagegen schwerfällig und anstrengend und geht mit lauten Fluggeräuschen einher.
Der Ruf der Krontaube ist ein dunkles hoom-hoom-hoom.

## Verwechslungsmöglichkeiten
Die Blaubrust-Krontaube ähnelt der Fächertaube und der Rotbrust-Krontaube, die beide zur gleichen Gattung gehören. Sie unterscheidet sich von diesen beiden anderen Arten durch ihr blaugraues Brustgefieder, das bei den beiden anderen Arten kastanienbraun ist. Die Federkrone der Fächerkrone besteht außerdem aus dunkelblauen Federn mit weiß gesäumten, spatelförmigen Spitzen.

## Verbreitungsgebiet
Die Blaubrust-Krontaube besiedelt ausschließlich Inseln im Nordwesten von Neuguinea sowie die Halbinsel Vogelkop. Zu den besiedelten Inseln gehören Waigeo, die größte der vier Hauptinseln des Archipels von Raja Ampat vor der Küste Westneuguineas (Indonesien) sowie die etwas kleinere Insel Misool, die ebenfalls zu diesem Archipel zählt. Sie kommt auch auf der Insel Seram vor, der zweitgrößten Insel im Archipel der Molukken. Sie ist dort jedoch mit großer Sicherheit eingeführt worden.

## Verhalten
Die Blaubrust-Krontaube ist ein Bodenbewohner, der nur zum Ruhen aufbaumt. Sie ist ein geselliger Vogel, der meist in kleinen Trupps von drei bis fünf Individuen zu beobachten ist.
Die Blaubrust-Krontaube ernährt sich wie andere Tauben auch hauptsächlich von Beeren, Früchten und Samen.
Obwohl Blaubrust-Krontauben ihre Nahrung vor allem auf dem Waldboden suchen, scharren sie, wie für Tauben üblich, niemals, um diese zu erreichen. Das Nest wird hoch in den Bäumen errichtet. Das Gelege besteht aus nur einem Ei. Dieses wiegt etwa 70 Gramm. Es wird 28 Tage bebrütet.

## Haltung in menschlicher Obhut
Blaubrust-Krontauben wurden vermutlich bereits gegen Ende des 17. Jahrhunderts erstmals in die Niederlande eingeführt. Die ersten Zuchterfolge gelangen im Jahre 1850 mit der Blaubrust-Krontaube (G. cristata) zeitgleich den Zoologischen Gärten in London, Rotterdam und Paris.
Blaubrust-Krontauben kamen zu Beginn der 1970er Jahre in größerer Stückzahl in den europäischen Handel. Ein Exemplar wurde damals für etwa 700 DM gehandelt, der Preis, den Händler für ein Paar Schopfwachteltauben verlangten. Sie stellen jedoch an ihre Haltung hohe Voraussetzungen und benötigen einen mindestens 20 Quadratmeter großen beheizten Innenraum für ihr Wohlbefinden. Solche Haltungsvoraussetzungen bieten in der Regel nur zoologische Gärten, wo sie sehr häufig in den Freivolieren gezeigt werden.